# 패블릿

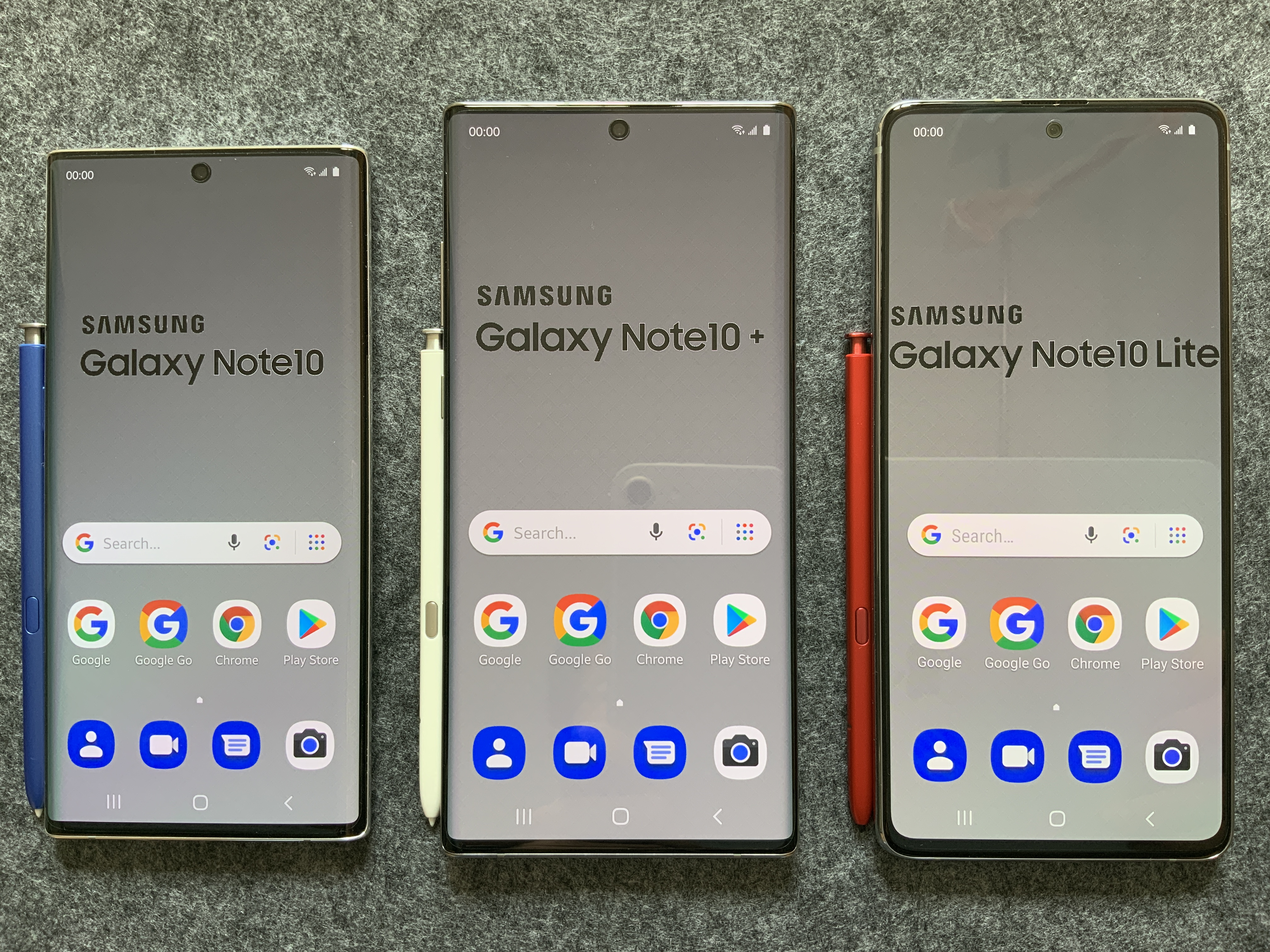
대표적인 패플릿 중 하나인 삼성 갤럭시 노트 시리즈

패블릿(영어: Phablet)은 휴대전화와 태블릿 컴퓨터의 합성어이자, 5인치 이상 7인치 이하의 대화면 모바일 기기를 지칭한다.

## 역사

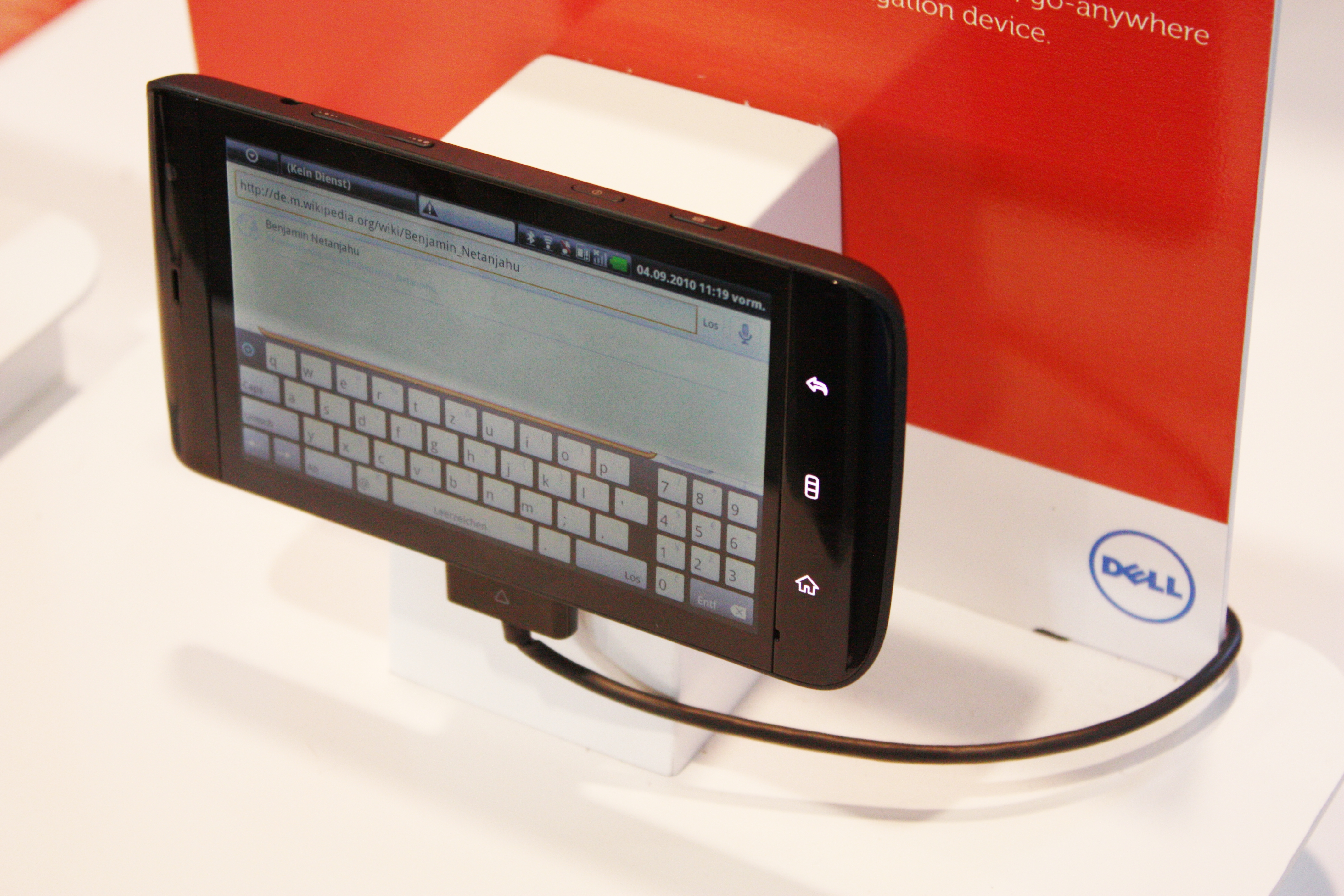
델 스트릭

2010년, 델 스트릭이 출시되며 패블릿의 시작을 알렸다. 하지만 큰 화면에 최적화되지않은 오래된 운영 체제인 안드로이드 1.6버전을 탑재하여 상업적으로 실패했다.
2011년, 갤럭시 노트 5.3인치 화면을 사용하여 출시되었다. 갤럭시 노트는 상업적으로 성공한 제품이다.
2022년, 현재 세계에서 가장 큰 휴대 전화는 갤럭시 Z 폴드 2, 갤럭시 Z 폴드 3이다.

## 각 제조사별 대표 패블릿의 종류

### 델
- 델 스트릭

### 삼성전자
- 삼성 갤럭시 노트 시리즈
- 삼성 갤럭시 S 시리즈
- 삼성 갤럭시 A01
- 삼성 갤럭시 A10
- 삼성 갤럭시 A10e
- 삼성 갤럭시 와이드4
- 삼성 갤럭시 A20
- 삼성 갤럭시 jean2
- 삼성 갤럭시 A30
- 삼성 갤럭시 A40
- 삼성 갤럭시 A41
- 삼성 갤럭시 A50
- 삼성 갤럭시 A51
- 삼성 갤럭시 A60
- 삼성 갤럭시 A70
- 삼성 갤럭시 A71
- 삼성 갤럭시 A80
- 삼성 갤럭시 A90

- 삼성 갤럭시 메가 6.3
- 삼성 갤럭시 메가 5.8
- 삼성 갤럭시 메가 2
- 삼성 갤럭시 그랜드
- 삼성 갤럭시 그랜드 2
- 삼성 갤럭시 그랜드 라이트
- 삼성 갤럭시 그랜드 맥스
- 삼성 갤럭시 W (2014)

- 삼성 갤럭시 폴드
- 삼성 갤럭시 Z 폴드 2
- 삼성 갤럭시 Z 폴드 3

### LG전자
- LG 옵티머스 G 프로
- LG G 프로 라이트
- LG GX
- LG G 프로 2
- LG G3
- LG G4
- LG G5
- LG G6

- LG 벨벳

- LG 옵티머스 뷰
- LG 옵티머스 뷰 II
- LG 뷰3

- LG V10
- LG V20
- LG V30

- LG G패드
- LG G패드 8.0

### 화웨이
- 화웨이 어센드 메이트

### 소니 모바일 커뮤니케이션스

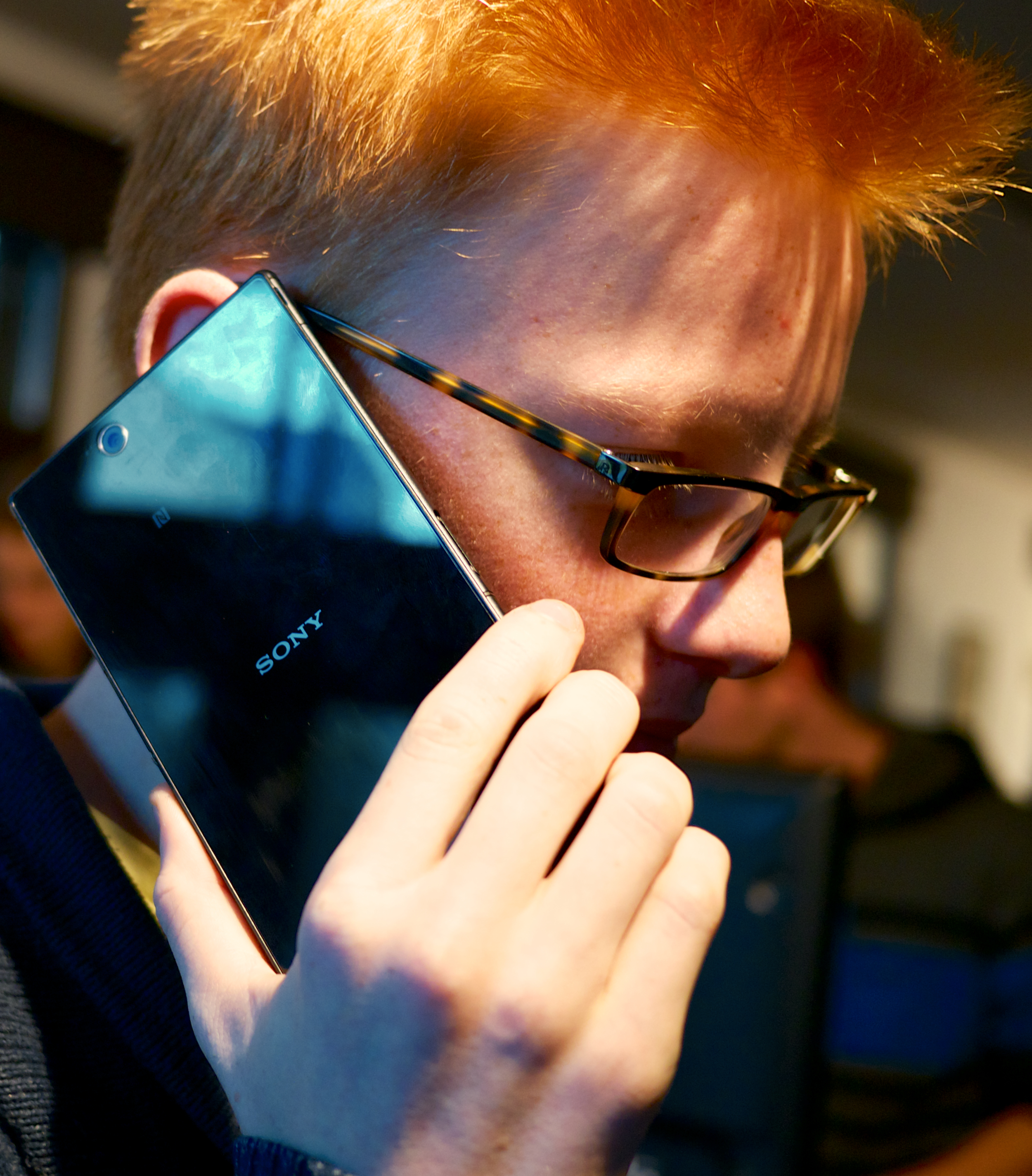
소니 엑스페리아 Z 울트라

- 소니 엑스페리아 Z
- 소니 엑스페리아 Z 울트라
- 소니 엑스페리아 Z1
- 소니 엑스페리아 Z2
- 소니 엑스페리아 XZ1

### HTC
- HTC 원 맥스

### ZTE
- ZTE 그랜드 메모

### 팬택
- 팬택 스카이 베가 넘버 5
- 팬택 베가 R3
- 팬택 베가 넘버 6
- 팬택 베가 LTE-A
- 팬택 베가 시크릿노트
- 팬택 베가 시크릿 업
- 팬택 베가 아이언 2
- 팬택 베가 팝업노트

### 아이리버
- 아이리버 울랄라 5

### 애플
- 아이폰 6 플러스
- 아이폰 6s 플러스
- 아이폰 7 플러스
- 아이폰 8 플러스
- 아이폰 XS 맥스
- 아이폰 11 프로 맥스
- 아이폰 12 프로 맥스
- 아이폰 13 프로 맥스
- 아이폰 14 플러스
- 아이폰 14 프로 맥스

### TG앤컴퍼니
- 루나 (스마트폰)

## 같이 보기
- 폴더블 스마트폰